# Ленинградское самолётное дело
Ленингра́дское самолётное де́ло — события, связанные с попыткой захвата пассажирского самолёта группой советских граждан еврейского происхождения 15 июня 1970 года с целью эмигрировать из СССР в Израиль. Участники акции были арестованы до посадки в самолёт и приговорены к длительным срокам тюремного заключения. Эти события считаются важной вехой в движении советских отказников в борьбе за право на эмиграцию.

## Причины
В 1960—1980-х годах эмиграция из СССР была чрезвычайно затруднена. До ратификации в 1973 году Международного пакта о гражданских и политических правах СССР вообще формально не признавал права на свободную эмиграцию, и выдача разрешений на выезд зависела только от произвольной позиции властей. Массовые отказы в выездной визе стали причиной конфликта между советским государством и желающими эмигрировать — так называемыми отказниками.
Отказники считали, что государство нарушает их право на свободную эмиграцию, закреплённую во Всеобщей декларации прав человека. Такого же мнения придерживался ряд международных организаций, правительств, общественных и политических деятелей на Западе, которые критиковали за это правительство СССР. Ряд граждан СССР, желавших выехать из страны, были готовы к радикальным мерам вопреки препятствиям и запретам.

## Подготовка акции

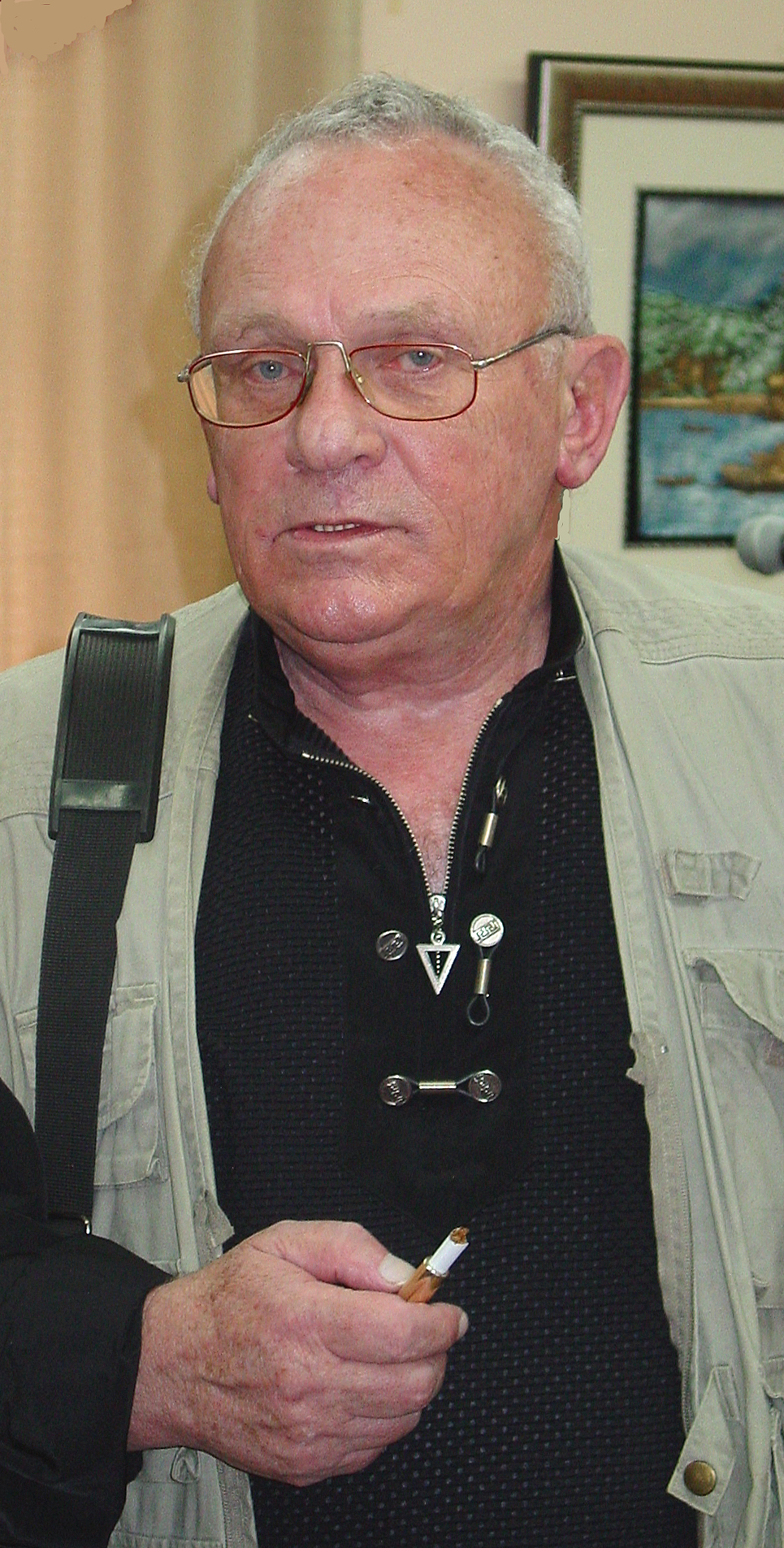
Э. Кузнецов на встрече со слушателями Davidzon radio в Нью-Йорке, 11 июля 2009

Как вспоминал руководитель ленинградской подпольной сионистской группы Гилель Бутман, в ноябре 1969 года изучавший иврит бывший пилот Марк Дымшиц предложил ему не дожидаться больше официального разрешения на выезд в Израиль, а захватить самолёт и вырваться за рубеж. Бутман увидел в этом вариант не только решения личных проблем с выездом, но и возможность привлечь международное внимание к проблеме свободной эмиграции евреев из СССР.
Началось обсуждение вариантов. Сначала предполагалось заранее выкупить билеты на определённый рейс, захватить авиалайнер Ту-124 (56 пассажиров) на маршруте «Ленинград — Мурманск» и приземлиться в Швеции или Финляндии. Объяснить еврейскую внешность большинства пассажиров предлагалось просто: люди летят на свадьбу. Отсюда появилось кодовое название — «Операция „Свадьба“» (ивр. מבצע חתונה‎). На исследование технической возможности захвата самолёта руководство организации выделило деньги, и было выполнено несколько полётов. Дымшиц у знакомого пилота осторожно выяснил вопрос о наличии оружия у экипажа. Выяснилось, что лётчики получают пистолеты, но при себе, как правило, не носят их.
В течение января — марта 1970 года Бутман подбирал «пассажиров». Самым надёжным он в общих чертах сообщал о плане захвата самолёта. Остальным говорил, что может возникнуть рискованная возможность нелегально бежать в Израиль, но шанс на благополучный исход высок. После тщательной проработки плана была назначена дата акции — 2 мая 1970 года. Но возникли сомнения: нейтрализовать требовалось экипаж из пяти человек, и не исключено — кого-то из «сторонних» пассажиров; сложно было найти требуемое количество в полсотни репатриантов. Кроме того, летавший на небольших самолётах Дымшиц опасался, что может не справиться с управлением Ту-124, и отказался от этого варианта из-за технической сложности.
Начиная с 1966 года в Ленинграде существовала сионистская организация. В апреле 1970 года, когда в Комитете ленинградской сионистской организации узнали об акции, планировавшейся Бутманом, комитетчиками был сделан запрос о мнении официальных властей Израиля. После получения отрицательного ответа план Бутмана решили отменить. Но Дымшиц и Кузнецов не входили в эту организацию, и, по словам Бутмана, не являясь членами организации, они «меньше всего думали о её интересах».
Появился новый план: под видом пассажиров прибыть в небольшой город Приозерск Ленинградской области, где захватить прибывший с ленинградского аэродрома «Смольное» самолёт Ан-2 рейса № 179 «Ленинград — Приозерск».  Экипаж в составе двух человек решили отстранить от управления, связать и, сунув в рот кляпы, выгрузить из самолёта. Затем управление самолётом должен был взять Марк Дымшиц. Предполагалось на малой высоте перелететь советско-финскую границу и приземлиться в городе Буден (Швеция), где сдаться властям. По прилёте предполагалось устроить пресс-конференцию о положении евреев в СССР. Мировое общественное мнение должно было побудить свои правительства оказать давление на СССР с целью добиться разрешения на выезд евреев в Израиль. Кузнецов в показаниях на суде утверждал, что в новом варианте пресс-конференция не планировалась.
Всего в акции принимало участие 16 человек: Марк Дымшиц, Эдуард Кузнецов, Сильва Залмансон, Алексей Мурженко, Юрий Федоров, Анатолий Альтман, Мендель Бодня, Вульф Залмансон, Израиль Залмансон (два брата Сильвы Залмансон), Иосиф Менделевич, Борис Пэнсон, Лейб (Арье) Ханох, Мэри Менделевич (Ханох) (жена Л. Ханоха, сестра И. Менделевича), Алевтина Ивановна (мать дочерей Марка Дымшица), Елизавета Дымшиц и Юлия Дымшиц (две дочери Марка Дымшица).
Четверо — Сильва Залмансон, Борис Пэнсон, Арье и Мэри Ханох — должны были вечером 14 июня выехать из Ленинграда и прибыть на промежуточный аэродром в Приозерск. Остальные двенадцать должны были в качестве пассажиров сесть на рейс № 179 на аэродроме «Смольное».
Перед выездом на аэродром организаторам акции стало известно, что КГБ якобы знает об их планах и арестует всех до посадки в самолёт. Тогда Кузнецов сказал Мурженко и Фёдорову: «Ясно, что улететь не удастся. Вы не евреи, зачем вам подставлять себя ради еврейской проблемы эмиграции в Израиль? Мы не будем обижаться на вас, если вы сейчас не выступите с нами». Но те ответили: «Раз мы пошли с вами, — пойдём до конца».
Второй организатор Марк Дымшиц не вышел вместе со всеми участниками акции на лётное поле. Анатолий Альтман вспоминает: «Вдруг замечаем — нет Марка с семьёй. Ну, хороши мы будем, отправят самолёт без него. С парашютом я раз прыгал, самолётом управлять пока не приходилось». Пришлось Иосифу Менделевичу возвращаться за пилотом на площадку перед лётным полем.

## Арест и судебный процесс
15 июня 1970 года на аэродроме «Смольное» у трапа самолёта и в лесу около Приозерска участники акции были арестованы. Сразу после арестов были проведены первые допросы. Анатолий Альтман писал: «Везут недалеко, в какие-то бараки, где располагают по одному в комнате. Возле каждого его „попечители“. Вижу в комнате напротив Эдика, улыбается своей невозмутимой и лукавой улыбкой, как будто как он всё задумал, так и получилось, вопреки всем враждебным проискам. Потом, из протоколов, узнаю, что уже на территории аэродрома были проведены первые допросы». В тот же день, 15 июня, были арестованы Бутман и другие ленинградские сионисты.
В декабре 1970 года состоялся суд. Подсудимым были предъявлены обвинения в измене Родине (попытке побега с незаконным пересечением государственной границы), попытке хищения в особо крупных размерах (угон самолёта) и антисоветской агитации (составленный И. Менделевичем текст «обращения» с протестом против «политического антисемитизма» в СССР). В результате организаторы М. Дымшиц и Э. Кузнецов были приговорены к смертной казни (расстрелу), И. Менделевич и Ю. Фёдоров получили по 15 лет заключения, А. Мурженко — 14, Ханох — 13, А. Альтман — 12, В. Залмансон — 12 (как лейтенанта Советской армии его судил военный трибунал), С. Залмансон — 10, И. Залмансон — 8, Б. Пэнсон — 10, М. Бодня — 4. В то же время «лиц, которые хотя бы в той или иной степени содействовали преступлению», знали о его подготовке — дочерей Дымшица, их мать, а также жену Ханоха, исходя из соображений гуманности, решено было не привлекать к уголовной ответственности».
Алевтина Ивановна и её дочери были отпущены домой в первые же часы после ареста фигурантов «самолётного» дела.
18-летнюю беременную жену Ханоха Мэри держали в тюрьме полгода и выпустили только перед самым процессом, когда она была на восьмом месяце беременности.
Кузнецов полагал, что суд специально перенесли на декабрь, поскольку 25 ноября Сессия Генеральной Ассамблеи ООН приняла специальную резолюцию о борьбе с угоном самолётов, что, по мнению Кузнецова, было политическим козырем для ужесточения приговора. Кроме того, 15 октября 1970 года (то есть за два месяца до начала «самолётного» процесса) отец и сын Бразинскасы угнали в Турцию советский самолёт, и во время угона была убита бортпроводница Надежда Курченко. В своём письме в Президиум Верховного Совета СССР один из арестованных ленинградских сионистов Гилель Шур приводит следующий факт: «Через день после появления в газетах сообщения о захвате советского самолёта и убийства бортпроводницы следователь заявил мне, что это дело рук литовских евреев, и теперь всех обвиняемых … ждёт жестокое наказание».
После множества протестов во всём мире и вмешательства крупных государственных деятелей разных стран (Ричарда Никсона, Голды Меир и др.) 31 декабря 1970 года смертный приговор Дымшицу и Кузнецову заменили 15 годами заключения. Незначительно снизили сроки остальным.

## Последующие события

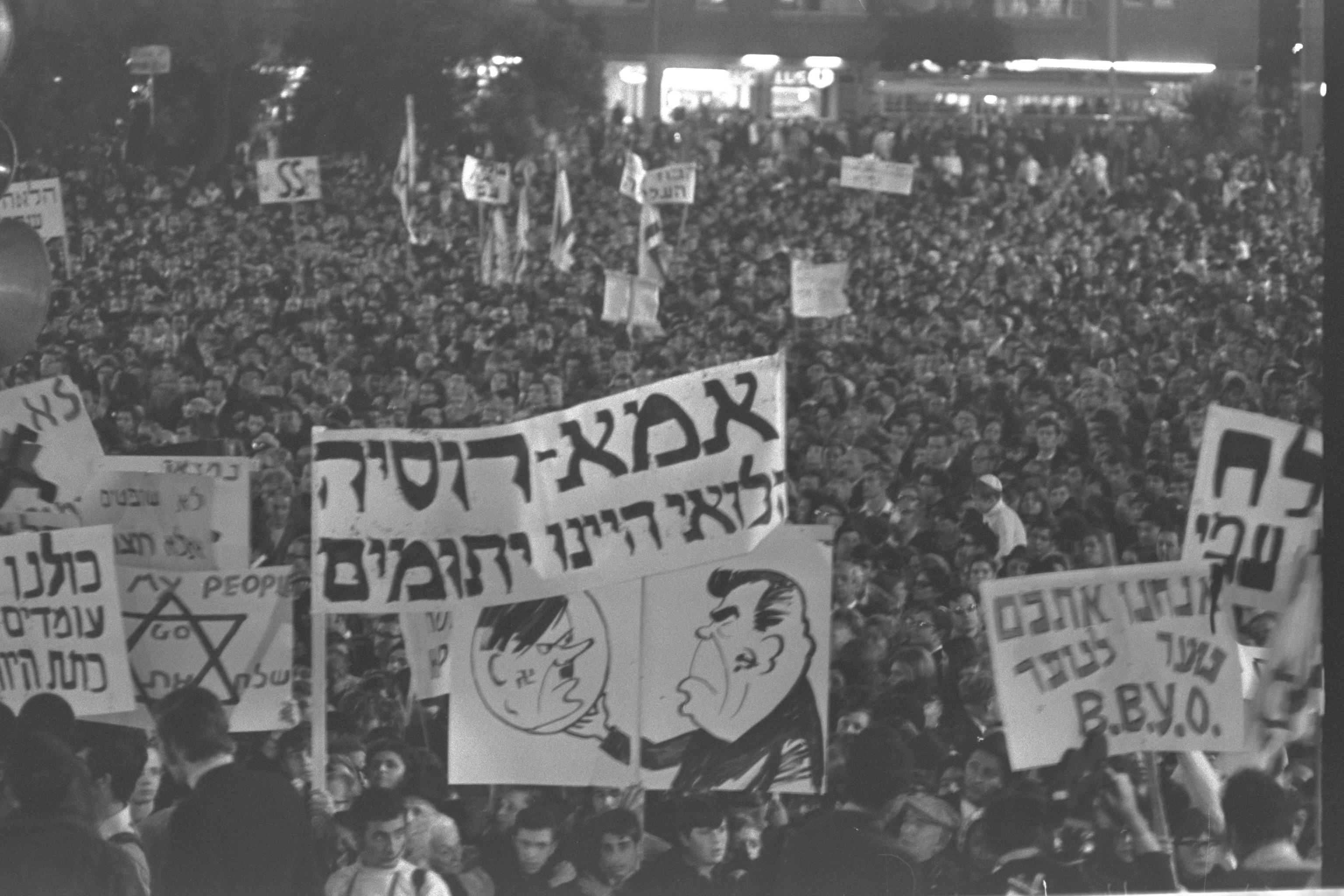
Израильтяне протестуют против вынесения смертного приговора участникам Ленинградского дела

Несколько лет спустя история с захватом самолёта получила неожиданное продолжение. 20 мая 1978 года в американском штате Нью-Джерси у тайника с секретными материалами был задержан советский разведчик Владимир Зинякин. В тот же день агенты ФБР арестовали его коллег В. Энгера и Р. Черняева, находившихся в зоне проведения этой операции. Имевший дипломатическую неприкосновенность Зинякин был отпущен. Энгер и Черняев получили по 50 лет тюрьмы. После переговоров, 27 апреля 1979 года в Нью-Йорке состоялся обмен двух советских разведчиков (Энгера и Черняева) на пятерых диссидентов (в том числе, Кузнецова и Дымшица). В США и Израиле «самолётчиков» чествовали как героев. Кроме Кузнецова и Дымшица, в 1979 году были освобождены досрочно Анатолий Альтман, Вульф Залмансон, Арье Ханох, Борис Пэнсон и Гилель Бутман.
Иосифа Менделевича в 1981 году высылали из СССР (Менделевич, «Операция „Свадьба“», с. 480). Алексей Мурженко освобождён только в 1984 году, после чего в 1985 осуждён ещё на 2 года за нарушение режима надзора. Всего, учитывая первый срок по делу «Союза свободы разума», Мурженко  провёл в советских колониях 22 года.

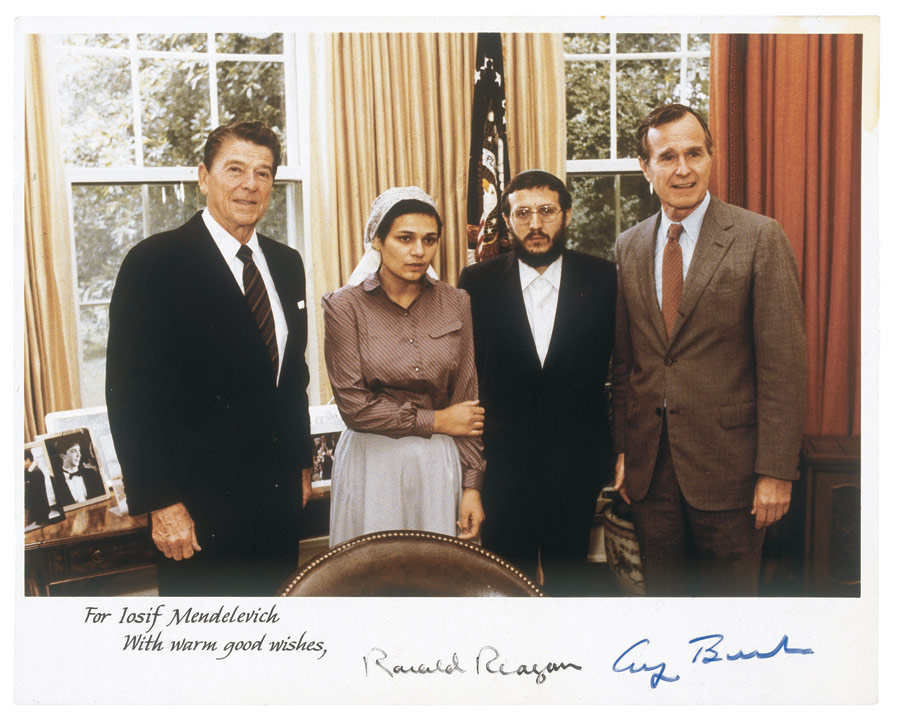
Слева направо: президент США Рональд Рейган, Авиталь Щаранская, Иосиф Менделевич и вице-президент Джордж Буш, 28 мая 1981

28 мая 1981 года президент США Рональд Рейган принял в Белом Доме Иосифа Менделевича — одного из участников операции. Это событие произошло уже после подписания США международной Конвенции о борьбе с незаконным захватом воздушных судов (16 декабря 1970 года).

## Мнения и оценки
Официальная советская точка зрения на происшедшее была следующей: «попытка разбойным путём захватить в аэропорту „Смольное“ самолёт гражданской авиации для бегства за границу». В газете «Известия» от 01.01.1971 уточнялось:

В некоторых западных кругах пытаются представить уголовное преступление некоей невинной попыткой 11 человек покинуть пределы своей страны. Но это не имеет ничего общего с фактами: от желания переселиться в другое государство до создания вооружённой банды, до тщательно разработанного плана нападения на людей с оружием, как говорят, дистанция огромного размера… Дымшица и компанию судили за те реальные деяния, которые они совершили: за приготовление к опаснейшему преступлению — к бандитскому нападению на экипаж самолёта

Оказавшись за границей, «самолётчики» утверждали, что захват и угон самолёта не являлся целью «Операции „Свадьба“»:

это была акция, нацеленная на привлечение внимания Запада к запрету эмиграции из СССР. И она оказалась успешной — после международного скандала, вызванного смертным приговором Марку Дымшицу и мне, Кремль сильно попятился в вопросе о выезде из страны. Именно тогда и началась массовая эмиграция евреев и русских немцев.
— Эдуард Кузнецов
В 2007 году Эдуард Кузнецов в своём интервью заявил: «Угона не было. И намерения такого не было… Устроили показуху, переиграли КГБ.»
Меир Вильнер, генеральный секретарь Коммунистической партии Израиля, в своём выступлении в кнессете отметил следующее:

Все разговоры о том, что евреев судят только потому, что они евреи — клевета, и ничего больше, хотя бы потому, что среди тех, кто пытался угнать самолёт, есть и русские. Все эти разговоры о том, что евреев судят только потому, что они хотели выехать из СССР в Израиль — клевета, и ничего больше, потому что многим разрешили выехать из Советского Союза в Израиль. […] Антисоветская истерия вокруг еврейской темы всегда была и является сегодня частью глобальной холодной войны против СССР.
— 
По мнению диссидента, академика А. Д. Сахарова,

Несомненно, весь этот план был авантюрой и нарушением закона, за которое его участники должны были понести уголовное наказание. Однако всё же их планы были не столь тяжёлым преступлением, как то, в котором арестованные были обвинены на суде. Опасность для лётчиков была минимальной, а посторонних пассажиров, жизни которых могло бы угрожать похищение, вообще не было. Захват самолёта предполагался на земле — таким образом, это не было бы воздушным пиратством. И уж, конечно, их действия не были «изменой Родине».
— А. Д. Сахаров

## Отражение в искусстве
- У Аркадия Северного есть песня «Решили два еврея похитить самолёт», написанная после попытки захвата[36].
- Документальный фильм Анат Залмансон-Кузнецовой «Операция „Свадьба“» (2016)[37]
- Юзеф Принцев. Свадьба отменяется // Схватка. Повести о чекистах. Л.: Лениздат, 1987. С.3-80.